# Emilio Gustavo Bobbio
Emilio Gustavo Arturo Sandro Edmundo Bobbio Rosas es un político, profesor universitario y militar (r) peruano, con el rango de general de brigada. Fue el último ministro de Defensa durante el gobierno de Pedro Castillo desde el 5 de diciembre del 2022 hasta el intendo de autogolpe dos días después.

## Biografía
Obtuvo el bachillerato en Ciencias Militares, con mención en Ingeniería, por la Escuela Militar de Chorrillos.
Tiene una maestría en Realidad Nacional, Defensa y Desarrollo por la Universidad Alas Peruanas, de la que también tiene un doctorado en Políticas Públicas en Seguridad Nacional y Desarrollo Sostenible.

### Trayectoria
Fue director del Instituto Geográfico Nacional. También se desempeñó como director de la Escuela de Ingeniería del Ejército, así como director de Defensa Civil de la Región Oriente. 
Además, ha ejercido la actividad docente en las universidades de San Marcos, UIGV. Norbert Wiener.
En septiembre de 2021, fue nombrado jefe de Gabinete de Asesores de la Dirección Nacional de Inteligencia.

## Vida política
Desde 2021, se desempeña como presidente del partido Perú Integración Total (PIT).

### Ministro de Estado
El 5 de diciembre de 2022, fue nombrado y posesionado por el presidente Pedro Castillo, como ministro de Defensa del Perú. Su nombramiento fue cuestionado por congresistas, alegando que no era la persona idónea para el cargo ministerial.
El 7 de diciembre, estuvo presente durante el anuncio televisivo de Castillo frente al equipo de TV Perú dando el anuncio del cierre del Congreso; Bobbio presentó su renuncia dos horas después de haber sido detenido Castillo luego de fracasar el golpe de Estado.

## Controversias

### Amenazas y acusaciones
El 4 de noviembre del 2022, en ese momento jefe del Gabinete de Asesores de la Dirección Nacional de Inteligencia (DINI), y General EP (r) Wilson Barrantes Mendoza, cruzaron gravísimas y vergonzosas acusaciones mutuas en vivo durante el programa que conduce la periodista Karina Novoa en Radio Exitosa.

### Sin autorización para entrevista
En diciembre de 2022, cuando era ministro de Defensa, Bobbio iba a ser entrevistado en vivo en el programa “Octavo mandamiento” del periodista Jaime Chincha; sin embargo, antes de que el programa saliera al aire, recibió la indicación de que Palacio de Gobierno no autorizaba que diera declaraciones: El presidente (Pedro Castillo) no le autoriza a salir”, le dijo la edecán del Ministerio de Defensa a Bobbio antes de ser entrevistado.